# Leschenaultia fusca
Leschenaultia fusca är en tvåvingeart som först beskrevs av Townsend 1916.  Leschenaultia fusca ingår i släktet Leschenaultia och familjen parasitflugor. Inga underarter finns listade i Catalogue of Life.